# Desireless (cantante)
Desireless, pseudonimo di Claudie Fritsch-Mentrop (Parigi, 25 dicembre 1952), è una cantante francese in attività dal 1984 e nota soprattutto per il brano Voyage, voyage del 1986.
Il nome d'arte Desireless (lett. "senza desideri") si ispira a un aspetto delle filosofie spirituali orientali con cui la cantante venne in contatto durante un viaggio in India nel 1980.

## Biografia
Nata a Parigi presso una famiglia agiata, Claudie Fritsch-Mentrop durante la sua infanzia vive spesso anche nella casa al mare di Le Treport, in Normandia. Terminata la scuola primaria, nel 1970 prende lezioni di moda allo Studio Berçot, lanciando anche una collezione.

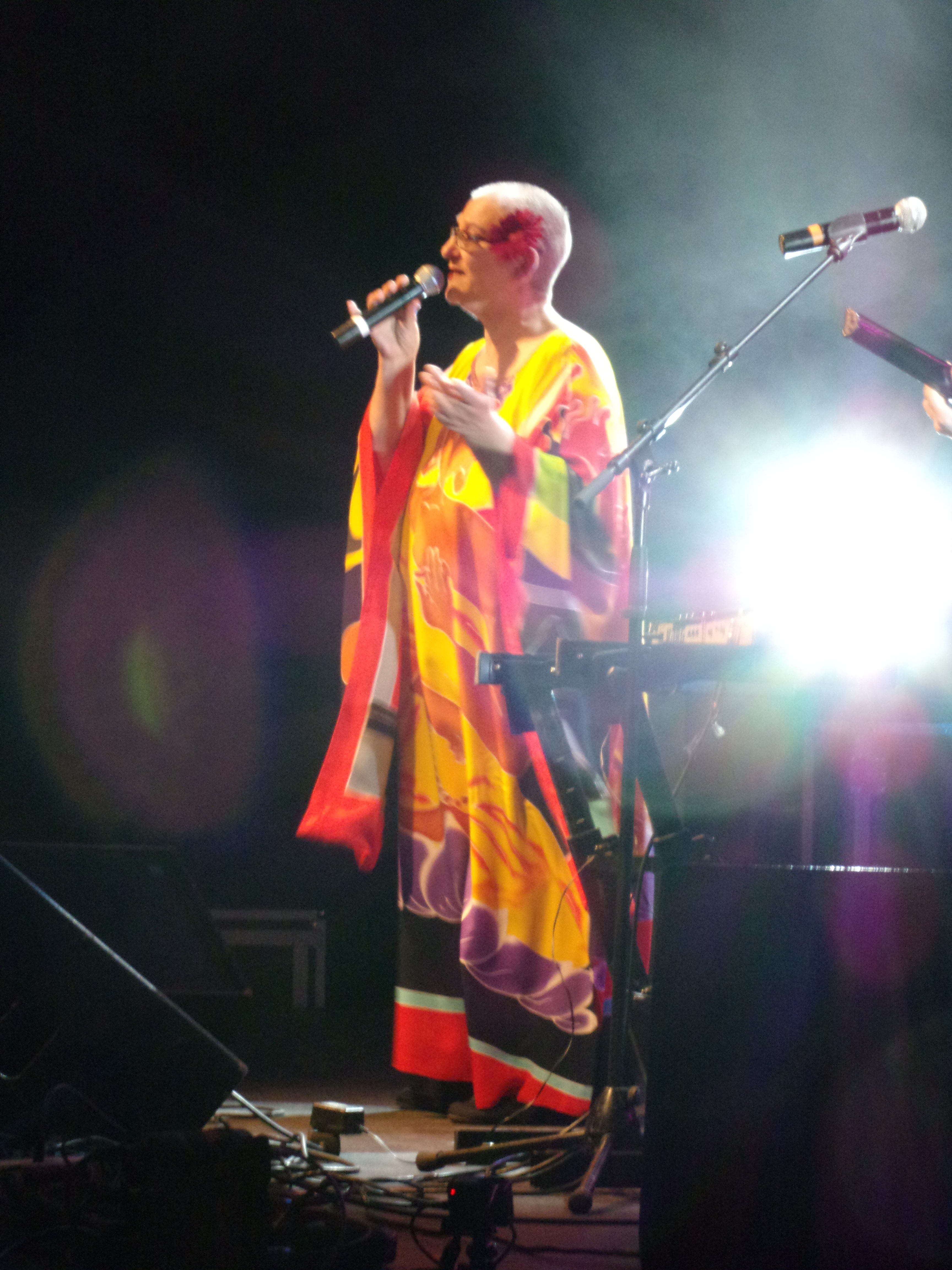
Desireless dal vivo nel 2016

Nel 1978 si interessa di filosofie orientali, cosa che la portano a fare un viaggio in India nel 1980. Queste esperienze la colpiscono a tal punto da influenzare molte sue scelte future. In particolare, ritornata in Francia, interessatasi alla musica, affina le proprie capacità canore, collaborando con alcuni cantautori, come il duo Bipoux Kramer, Jean-Michel Rivat, Joe Dassin, Alain Chamfort e Michel Delpech. Con loro, nel 1983 crea il gruppo Air 89, rinominato poi solo Air, pubblicando due singoli, Cherchez l’amour fou nel 1984 e, con François Tabah, Qui peut savoir nel 1986.
Sempre nel 1986, insieme a Jean-Michel Rivat, ispirata dalla spiritualità induista di Gopala-Krishna e alle altre filosofie orientali, pubblica il singolo Voyage, voyage, che esce sotto il nome di Desireless. Il singolo arriva immediatamente al primo posto nelle classifiche di 12 paesi, tra il 1987 e il 1988, e fu viene inserito nel 1989 nel suo primo album, François.
Nel 1994 Desireless ritorna sulle scene musicali con l'album I Love You, nato dalla collaborazione con il tastierista Charles France. Nello stesso periodo dedice di trasferirsi a Buis-les-Baronnies, nella regione dell'Alvernia-Rodano-Alpi. 
All'inizio del nuovo millennio, la cantante, abbandonato il look che l'aveva caratterizzata negli anni precedenti, a testa quasi rasata e indossando ampie tuniche colorate, inizia a occuparsi anche di danza elettronica con La Vie est belle, cui fa seguito un tour musicale in Estonia nel 2003, che la rende popolare anche in Russia, e un tour europeo. Il successo la porta, nel 2004, a realizzare da solista il mini-album Un brin de paille. Nel 2005 esce quindi Le Petit Bisou e l'anno seguente partecipa alla tournée di della radio RFM, Party 80, una rassegna di musica francese degli anni ottanta.
Lavori più recenti comprendono Human Experience del 2011, prodotto con Alec Mansion; l'EP Operation of the Sun del 2012, derivato dal nome d'arte del musicista francese Antoine Aureche, Operation of the Sun appunto, con il quale collaborerà negli anni successivi attraverso la sua etichetta indipendente.
Nel 2014 esce Un seul peuple, mentre nel 2015 pubblica l'album Guillaume, dedicato a Guillaume Apollinaire, che viene portato dal vivo a teatro. Nel 2018 esce l'album Un autre espace.

## Vita privata
All'inizio della sua carriera si è dichiarata omosessuale, orientamento sessuale che ha invece in seguito rinnegato. Nel 1989 Claudie si è sposata con François Mentrop e dalla relazione è nata la figlia Lili, nell'aprile 1990.

## Discografia

### Discografia solista

#### Album in studio
- 1989 - François
- 1994 - I love you
- 2004 - Un brin de paille (con Michel Gentils)
- 2009 - Le petit bisou (con Mic-Eco)
- 2007 - More love and good vibrations
- 2013 - L'oeuf du dragon (con Operation of the Sun)
- 2014 - Noun (con Operation of the Sun)
- 2014 - Nexus (con Operation of the Sun)
- 2014 - Un seul peuple (con Operation of the Sun)
- 2015 - Guillaume (con Operation of the Sun)
- 2015 - 2011-2015 (con Operation of the Sun)
- 2017 - Méditage/Relaxage

#### Raccolte
- 2000 - Desireless (French Collection 2000)
- 2003 - Ses plus grands succès
- 2003 - Voyage, Voyage - Greatest Hits
- 2003 - Best Of
- 2012 - Référence 80 (con Air)

#### EP
- 2004 - La vie est belle
- 2011 - L'expérience Humaine
- 2012 - Remixes Draconiques (con Operation of the Sun)

#### Singoli
- 1986 - Voyage, voyage
- 1988 - John
- 1989 - Qui sommes nous
- 1990 - Elle est comme les étoiles
- 1990 - Hari Ôm Ramakrishna
- 1994 - Il dort
- 1994 - I love you (con Charles France)
- 2003 - Nul ne sait
- 2006 - Free Your Love (con Emilie Roye, DJ Esteban e Mico-Eco)
- 2009 - Tes voyages me voyagent (con Lopold Nord)
- 2010 - Voyage, Voyage Remix 2010 (con DJ Esteban)
- 2013 - John (2013 Version) (con Operation of the Sun)
- 2014 - L'Or Du Rhin (Single Edit) (con Operation of the Sun)
- 2014 - Voyage Voyage (Karma 2014) (con Operation of the Sun)
- 2015 - Coule L'eau (con Operation of the Sun)
- 2016 - Éléonore (con Operation of the Sun)
- 2016 - Voyage, Voyage 2017 (con Operation of the Sun)
- L'Expérience Humaine (Piano Voix)
- Ch'm Ch'm (con Hugues Hopper, Mic-Eco e Fifi de la Noisette)

### Discografia con Air 85/Air

#### Singoli
- 1984 - Cherchez L'amour fou
- 1986 - Qui peut savoir

### Discografia con Sampan

#### Singoli
- 1987 - Dernier matin d'Asie

## Filmografia

### Cinema
- Stars 80, regia di Frédéric Forestier e Thomas Langmann (2012)

### Videoclip
- Voyage Voyage, regia di Bettina Rheims (1986)
- John (1988)
- Qui sommes nou (1989)
- Il dort (1994)
- Con Operation of the Sun Pirat (2016)